# オリンピックのブレイキン競技
オリンピックのブレイキン競技（オリンピックのブレイキンきょうぎ）は、2024年パリオリンピックにおいて初めて追加種目で実施されたダンススポーツのブレイキン。男女2種目の、それぞれの"b-boys"と"b-girls"が出場する。ブレイキンは、過去にも、2018年ブエノスアイレスユースオリンピックにおいて実施されていた。
国際オリンピック委員会会長トーマス・バッハは、若者のオリンピックへの関心を高める取り組みの一環として追加したと述べている。世界ダンススポーツ連盟が国際競技連盟として競技を管轄する。
2028年ロサンゼルスオリンピックでは、組織委員会の追加種目候補9競技には入ったがIOCへ提案する競技からは外れた。